# Гай Лициний Муциан
Гай Лициний Муциан (лат. Gaius Licinius Mucianus) — военный и политический деятель периода ранней Римской империи, наместник Сирии; союзник Веспасиана в гражданской войне — борьбе за трон после смерти Нерона; научный писатель.

## Биография
Происходил из испанского рода Муциев, хотя о его родителях сохранилось очень мало сведений. Был усыновлён Гаем Лицинием, карьеру начал строить при императоре Нероне, когда в 55 году получил назначение легатом в войска Гнея Домиция Корбулона. Отличился во время войны против Парфии.
В 64 году был назначен консулом-суффектом. В 66 году был назначен наместником Сирии и сохранял эту должность в 69 году (год четырёх императоров). На этом посту участвовал в подавлении восстаний в Иудее. После убийства Нерона активно способствовал продвижению Веспасиана, с которым сначала враждовал, а затем состоял в дружбе, в том числе участвовал в свержении Вителлия (хотя первоначально присягал на верность Отону).
В 70 году вновь стал консулом-суффектом; имел большое влияние при дворе в период правления Веспасиана, который активно продвигал своего соратника, несмотря на высокомерие последнего. В 72 году в третий раз стал консулом-суффектом. Считается, что он скончался до начала правления Тита.
Занимался изучением римских древностей, писал работы по истории и географии. Известен своими трудами в государственном архиве по собиранию и изданию материалов для истории поздней Римской республики (особенно речей и материалов того времени). О его исторических трудах сведений не сохранилось, но предполагается, что они были посвящены войнам на Востоке. Известно также, что он написал сочинение по географии Малой Азии, которым пользовался Плиний Старший.